# Тегу (теїда)
Тегу (Tupinambis teguixin) — представник роду Tupinambis родини теїд. Має 2 підвиди. Інші назви «звичайний тегу», «колумбійський чорно-білий тегу», «золотий тегу», «чорний тегу».

## Опис
Загальна довжина сягає 1—1,4 м. Колір шкіри буро-чорний з блакитним відтінком. Поперек спини та верхньої сторони шиї у 9—10 рядків розташовані невеликі жовтуваті або чорнуваті плями, які зливаються іноді у смуги. Голова, шиї та лапи білуватого забарвлення. Тулуб стиснутий, має короткі та сильні лапи. Хвіст помірно довгий, дещо стиснутий з боків.

## Спосіб життя
Полюбляють тропічні ліси, узбережжя річок, боліт, сухі чагарникові зарості та плантації культурних рослин. Ховається у норах броненосців та у термітниках. Також риє власні нори під корінням дерев або біля великого каміння. Дуже полохлива тварина, зазвичай при небезпеці тікає, втім може захищатися міцними кігтями, гострими зубами, часто застосовує удари хвоста.
Харчується дрібними ссавцями, птахами, ящірками, земноводними, комахами, плодами, часто забирається до курників. Звідси одна з назв тегу. Людина полює на тегу заради смачного м'яса, яке нагадує курятину.
Це яйцекладна ящірка. Відкладає 7—36 яєць, які закопує у землю. Яйця важать від 17 до 24 г, довжиною від 42 до 54 мм, шириною 25—31 мм. Молоді тегу з'являються через 152—171 дня.

## Розповсюдження
Це ендемік Південної Америки. Мешкає від Колумбії, Венесуели, Гаяни до північного Парагваю, інколи зустрічається у північній Аргентині.

## Підвиди
- Tupinambis teguixin sebastiani
- Tupinambis teguixin teguixin